# جان-هوغز أنغليد
جان-هوغز أنغليد (بالفرنسية: Jean-Hugues Anglade)‏
```
هو 
مخرج
 
وكاتب سيناريو
 
وممثل
 
فرنسي
، ولد في 29 يوليو 1955 في 
فرنسا
.
[
4
]
[
5
]
[
6
]
 بدأ مشواره المهني سنة 1977، ومن الجوائز التي نالها 
جائزة سيزار لأفضل ممثل مساعد
 عن عمل 
الملكة مارغو
 سنة 1995.
```

## أعمال

### أفلام
- (1984) حركات خطرة
- (1994) الملكة مارغو
- (1994)  المحترف[7]
- (1995) مئة ليلة وليلة
- (2004) صائد الأحياء

## جوائز
- جائزة سيزار لأفضل ممثل مساعد، عن عمل: الملكة مارغو (1995)

## وصلات خارجية
- جان-هوغز أنغليد على موقع IMDb (الإنجليزية)
- جان-هوغز أنغليد على موقع ألو سيني (الفرنسية)
- جان-هوغز أنغليد على موقع ميوزك برينز (الإنجليزية)
- جان-هوغز أنغليد على موقع أول موفي (الإنجليزية)
- جان-هوغز أنغليد على موقع قاعدة بيانات الأفلام السويدية (السويدية)
- جان-هوغز أنغليد على موقع ديسكوغز (الإنجليزية)
- جان-هوغز أنغليد على موقع قاعدة بيانات الفيلم (الإنجليزية)
- جان-هوغز أنغليد على موقع كينوبويسك (الروسية)